# Pierre Augereau
Charles Pierre François Augereau, född 11 november 1757, död 12 juni 1816, var en fransk härförare.
Augereau var son till en murare, tog tjänst i franska armén men deserterade och tjänade sedan i flera olika arméer. År 1792 återvände han till den franska, var redan 1794 brigadgeneral och utmärkte sig sedan vid flera tillfällen, särskilt i slaget vid Castiglione, i 1796–1797 års italienska fälttåg under Bonaparte. Augereau sändes av Napoleon till Paris och utförde på direktoriets uppdrag statskuppen av den 18 fructidor år V och fick som belöning befälet över Rhen-armén. Efter brumairekuppen 1799 underkastade han sig ogärna Napoleon, men följde denne på de flesta av dess fälttåg, och blev 1804 marskalk av Frankrike och hertig av Castiglione. I slaget vid Eylau utmärkte sig Augereau och blev där svårt sårad. Han var 1814 en av de första som anslöt sig till Ludvig XVIII, och blev pär av Frankrike men hyllade 1815 åter Napoleon. Härmed var dock hans roll utspelad.